# روتیرومیا
روتیرومیا (نام علمی: Ruthiromia) نام یک سرده از شاخه طنابداران است.